# Юніті Мітфорд
Юніті Валькірія Мітфорд (Unity Valkyrie Mitford, 8 серпня 1914, Лондон — 28 травня 1948, Обан) — дочка британського аристократа Мітфорда, прихильниця ідей націонал-соціалізму, можлива коханка Адольфа Гітлера.

## Біографія

### Сім'я
Була однією з шести дочок Девіда Бертрама Огілві Фрімена-Мітфорд, 2-го Барона Редесдейла. Мати, Сідні Боулз, була двоюрідною сестрою Клементини Черчилль, дружини Вінстона Черчилля. У Юніті було п'ять сестер: Ненсі (1904—1973), Памела (1907—1994), Діана (1910—2003), Джессіка (1917—1996) і Дебора (1920—2014) і брат Томас (1909-1945).
Як і лорд Редесдейл і вся її родина, була відвернена від звичайного британського виховання: діти не навчалися в школі, а були на домашньому навчанні, в садибі Астхолл графства Оксфордшир.
Однак діти Девіда Мітфорда розвивалися по-різному. Юніті і її старша сестра Діана Мітфорд були послідовниками нацистських ідей. Діана вийшла заміж за британського фашистського лідера сера Освальда Мослі. Її молодша сестра Джессіка, з якої Юніті ділила спальню, була прихильницею ідей комунізму, брала участь на боці іспанських республіканців у громадянській війні в Іспанії, тому кімната була крейдою поділена навпіл. Одна сторона була прикрашена серпами і молотами і фотографіями Володимира Леніна, а інша — свастиками і малюнками Адольфа Гітлера. Старша сестра, Ненсі Мітфорд, стала відомою в Англії письменницею. Молодша сестра, Дебора, в шлюбі стала герцогинею Девоншир. Також у неї був брат Томас, адвокат, який так і не одружився.

### Націонал-соціалізм
Мітфорд дебютувала в 1932 році. У тому ж році її старша сестра Діана кинула свого чоловіка і завела зв'язок з Освальдом Мослі, майбутнім чоловіком, який щойно заснував Британський союз фашистів. Батько сестер був в люті і заборонив родині бачитися і з Діаною, і з Мослі. Однак Юніті не послухалася і продовжувала зв'язку з ними.

### В Німеччині
20 жовтня 1934 року Юніті прибула до Мюнхена для навчання мови, але перш за все вона хотіла зустрітися з лідером НСДАП і рейхсканцлером Німеччини Адольфом Гітлером. За спогадами Ернста Ганфштенгля, перша спроба познайомити сестер Юніті і Діану Мітфорд з Гітлером під час нацистського з'їзду в Нюрнберзі в 1933 році за його сприяння не вдалася: сестри на думку оточення Гітлера не відповідали ідеалам німецької жіночності. Ганфштенгль згадував, що згодом Герман Герінг і Йозеф Геббельс зобразили роблений жах при думці про те, що Гітлеру будуть представлені дві такі «розмальовані повії». У своєму щоденнику Єва Браун з ревнощами зазначила, що ставна Юніті Мітфорд більше, ніж вона сама, відповідає смакам фюрера. В кінцевому підсумку, Юніті вдалося зустрітися з Гітлером 9 лютого 1935 року в «Остерія Баварія» , мюнхенському ресторані, в якому Гітлер часто бував. Згодом вони стали дуже близькі. За час перебування в Німеччині вони зустрічалися не менше ста разів. Деякі дослідники дотримуються точки зору, що Мітфорд мала з фюрером інтимний зв'язок.
3 вересня 1939 року, після оголошення англійцями війни Німеччини, Юніті прийшла в мюнхенський Англійський сад, де пустила собі дві кулі в голову з пістолета, подарованого фюрером, але вижила. Її сестра Діана в 1999 році сказала в інтерв'ю, що Юніті була вкрай шокована тим, що будуть воювати дві країни, які вона дуже любила. Гітлер часто відвідував її в лікарні і оплатив усі її лікарняні рахунки. Остання її зустріч з Гітлером відбулася 8 листопада 1939 року, вона попросила, щоб її відправили на батьківщину, на що і отримала згоду.

### повернення
У 1940 році була перевезена додому в Англію. Лікарі вирішили, що надто небезпечно намагатися кулю з голови. МІ5 вимагала взяти Юніті під варту, але батько домігся, щоб їй дозволили жити у родичів в Гіллмортон, недалеко від Рагбі. До 1943 року жила під де-факто домашнім арештом в будинку місцевого вікарія. Пізніше переїхала до матері в Обан. 28 травня 1948 року померла від менінгіту, викликаного набряком головного мозку навколо кулі.